# Tomas Linnala
Tomas Linnala, född den 18 augusti 1965, död den 29 mars 2017, var en svensk författare, satiriker, samhällsdebattör, krönikör och drev även podcasten STOCKholmsbörsen (tillsammans med Lars Frick) från Stockholm.
Tomas Linnala debuterade med NOG 2005, en politisksatirisk roman om den skattetrötta medelklassen i storstadsregionerna. I den fristående uppföljaren Statsministerns Revansch, 2006, har udden riktats mot arbetarklassen och dess politiska företrädare men den utgör främst ett hårt satiriskt angrepp på dåvarande statsminister Göran Persson.
I den fristående Fader vår, 2008, är det överklassen och dess vanor som behandlas men till skillnad från de tidigare romanerna är det ingen satir utan en feelgood-roman som utspelar sig på Skånelaholms slott i Rosersberg, Sigtuna kommun. 
I Mördare och Poeter, 2009, tog Tomas Linnala steget över till spänningsromanen men alltjämt med ett tydligt samhällsengagemang och klassfokus. Alla bärande gestalter är invandrare eller har invandrarbakgrund. Poeten Bruno K. Öijer förekommer i handlingen.
Tomas Linnala var civilekonom och arbetade som aktieanalytiker, finansmarknadsstrateg, ekonomijournalist, senast som chefredaktör på tidningen Placera.